# Colinas, Maranhão
Colinas este un oraș în Maranhão (MA), Brazilia.